# جزيرة مطاوع
قرية جزيرة مطاوع هي إحدى القرى التابعة لمركز أولاد صقر في محافظة الشرقية في جمهورية مصر العربية. حسب إحصاءات سنة 2006، بلغ إجمالي السكان في جزيرة مطاوع 8527 نسمة، منهم 4374 رجل و4153 امرأة. تعد القرية من المناطق التاريخية في المنطقة حيث تعتبر جزيرة مطاوع امتداد للتل الأسود وهو أحد المدن القديمة التي تقع بالقرب من الفرع التانيسي أحد فروع النيل القديمة، وترجع الآثار المكتشفة بالتل إلى العصر الروماني وتتمثل في جبانة من العصر الروماني.